# REX1BD
REX1BD (англ. Required for excision 1-B domain containing) – білок, який кодується однойменним геном, розташованим у людей на короткому плечі 19-ї хромосоми. Довжина поліпептидного ланцюга білка становить 201 амінокислот, а молекулярна маса — 22 599.
| 10         |  | 20         |  | 30         |  | 40         |  | 50         |
| ---------- |  | ---------- |  | ---------- |  | ---------- |  | ---------- |
| MITETAAEPT |  | VPAVPAAEEA |  | TEARGREEPA |  | WPWKDAPIRT |  | LVQRIHQLQA |
| ERAQGFRRLE |  | EWLAPVQGLR |  | AWGRGLRVPT |  | CRRGHRQYLR |  | SGPDYDFARY |
| RSTVHGVTQA |  | FAAASREVLA |  | VEAELGGPRR |  | QPLLAGHVRS |  | LQELEQTRLG |
| TVALLQLMET |  | PELAGQEDAV |  | RMQQLKMKVI |  | KTMEAISEVL |  | QDLRFDAESA |
| E          |  |            |  |            |  |            |  |            |

A: Аланін

C: Цистеїн

D: Аспарагінова кислота

E: Глутамінова кислота

F: Фенілаланін

G: Гліцин

H: Гістидин

I: Ізолейцин

K: Лізин

L: Лейцин

M: Метіонін

P: Пролін

Q: Глутамін

R: Аргінін

S: Серин

T: Треонін

V: Валін

W: Триптофан

Задіяний у такому біологічному процесі, як альтернативний сплайсинг. 